# Dänische Formel-4-Meisterschaft
Die dänische Formel-4-Meisterschaft (offiziell Formel 4 Danmark powered by Renault) war eine Automobilrennserie nach dem FIA-Formel-4-Reglement, welche allerdings nicht von der FIA zertifiziert war. Die Rennveranstaltungen wurden primär in Dänemark ausgetragen und vom Dansk Automobil Sports Union (DASU) veranstaltet. Die dänische Formel-4-Meisterschaft wurde erstmals 2017 ausgetragen, die letzte Austragung fand 2023 statt; nach dieser Saison wurde die Rennserie in Nordic 4 Championship umbenannt.

## Geschichte
Im September 2016 kündigte der dänische Motorsportverband Dansk Automobil Sports Union an, eine Rennserie nach FIA-Formel-4-Reglement auszutragen, welche am 6. November 2016 dann offiziell gegründet wurde. Es war geplant, die Rennserie nach Schweden und Norwegen zu expandieren, so fand 2018 ein Lauf im norwegischen Rakkestad und 2019 im schwedischen Kinnekulle statt. 2020 wäre ursprünglich Ende Oktober in Svedala das Saisonfinale der Meisterschaft geplant gewesen, jedoch musste aufgrund der COVID-19-Pandemie der Lauf abgesagt und die Meisterschaft frühzeitig beendet werden.
Ende November 2023 wurde auf der offiziellen Website verlautbart, dass die Rennserie einen neuen Namen erhält (Nordic 4 Championship). Grund für die Umbenennung war ein Entscheid des internationalen Motorsportverbandes FIA, dass nur mehr Rennserien, welche die aktuellen Chassis der neuesten Generation einsetzen, unter dem Namen „Formel 4“ stattfinden dürfen.

## Ablauf des Rennwochenendes
Jedes Rennwochenende bestand aus drei Rennen, welche an zwei Tagen, seltener an einem Einzigen, durchgeführt wurde. Die Rennen befanden sich im Rahmenprogramm zu diversen Rennserien wie der Danish Endurance Championship, Danish Thundersport Championship, Danish Supertourisme Turbo, Super GT Danmark oder der TCR Denmark Touring Car Series.
Bei einem Lauf der Formel 4 nahmen parallel dazu auch Formel-5-Wagen, die früher als Formel Ford bekannt waren, teil. Formel 4 und 5 traten gemeinsam bei den Rennen an, allerdings gab es für beide Klassen ein separates Endklassement.

## Fahrzeug
In der dänischen Formel-4-Meisterschaft wurde das Mygale-Chassis M14-F4 mit einem Renault-2,0-Liter-F4R-Motor, der 160 PS leistet, verwendet. Die Reifen waren von Pirelli. Das Getriebe war ein sequentielles Sechsgang-Schaltgetriebe mit Schaltwippen.
Die Formel 5 verwendete ein Rohrrahmen-Chassis von unter anderem Mygale, Reynard oder Van Diemen mit einem Ford-1,6-Liter-Motor, der 160 PS leistete. Die Reifen waren von Pirelli. Das Getriebe war ein sequentielles Viergang-Schaltgetriebe. Das Mindestgewicht des Wagens betrug 510 kg.

## Besonderheiten
Das Mindestalter für die Rennserie betrug 15 Jahre und man musste vorher an der Formel 5 teilgenommen haben. Der Gewinner der Meisterschaft erhielt als Preis einen Tag im Formel-3-Simulator des niederländischen Rennteams Van Amersfoort Racing sowie einen Test mit einem Formel-3-Rennwagen. Der Zweit -und Drittplatzierte erhielt einen Test in einem Formel Renault 2.0.

## Bisherige Meister
| Saison | Meister                | Punkte | Zweiter                | Punkte | Dritter                 | Punkte | Bestes Team         | Punkte            | F5                    | Punkte | Quelle |
| ------ | ---------------------- | ------ | ---------------------- | ------ | ----------------------- | ------ | ------------------- | ----------------- | --------------------- | ------ | ------ |
| 2017   | Daniel Lundgaard       | 368    | Frederik Vesti         | 320    | Christian Rasmussen     | 292    | Vesti Motorsport    | 686               | Aske Nygaard Bramming | 398    | [ 6 ]  |
| 2018   | Casper Tobias Hansen   | 461    | Casper Pilgaard        | 342    | Aske Nygaard Bramming   | 276    | Team FSP            | 699               | Mads Hoe              | 477    | [ 7 ]  |
| 2019   | Malthe Jakobsen        | 428    | Jonas Lindhard Nielsen | 350    | Mads Hoe                | 283    | Team FSP            | 679               | Lucas Daugaard        | 203    | [ 8 ]  |
| 2020   | Conrad Laursen         | 151    | Benjamin Frislund      | 133    | Sebastian Øgaard        | 121    | Team FSP            | 405               | Mads Hoe              | 101    | [ 9 ]  |
| 2021   | Mads Hoe               | 299    | Noah Strømsted         | 243    | Emerson Fittipaldi Jr.  | 231    | Mads Hoe Motorsport | 714               | Mads Hoe              | 299    | [ 10 ] |
| 2022   | Julius Dinesen         | 278    | Sebastian Gravlund     | 273    | Mads Hoe                | 208    | Nicht ausgetragen   | Nicht ausgetragen | Mads Hoe              | 208    | [ 11 ] |
| 2023   | Mikkel Gaarde Pedersen | 279    | Magnus Pedersen        | 275    | Mathias Bjerre Jakobsen | 217    | STEP Motorsport     | 344               | Oliver Kratsch        | 316    | [ 12 ] |